# جو أوستروفسكي
جو أوستروفسكي (بالإنجليزية: Joe Ostrowski)‏ هو لاعب كرة قاعدة أمريكي، ولد في 15 نوفمبر 1916 في West Wyoming, Pennsylvania ‏ في الولايات المتحدة، وتوفي في 3 يناير 2003 في ويلكس بار في الولايات المتحدة.

## وصلات خارجية
- جو أوستروفسكي على موقع دوري كرة القاعدة الرئيسي (الإنجليزية)
- جو أوستروفسكي على موقعبيزبول رفرنس.كوم (الدوري الرئيسي) (الإنجليزية)
- جو أوستروفسكي على موقعبيزبول رفرنس.كوم (الدوري الثانوي) (الإنجليزية)